# Akiaki
Akiaki is een opgeheven atol in de eilandengroep van de Tuamotuarchipel (Frans-Polynesië). Het atol was in 2017 onbewoond. Er is een verlaten dorp dat op 20 april 1983 door een tropische cycloon werd vernietigd. Er is geen zoetwatervoorziening noch een luchthaven en het is voor toeristen onbereikbaar omdat een regelmatige veerdienst naar het eiland ontbreekt. 

## Geografie
Akiaki ligt 92 km ten noordwesten van het atol Nukutavake en 1080 km ten oosten van Tahiti. Het is eivormig met een lengte van 2,5 km en een breedte van 1 km. Het landoppervlak bedraagt 1,4 km². Er is geen lagune, het eiland is bedekt met gedeeltelijk verwilderde plantages van kokospalmen. Het regelmatige patroon van deze aanplantingen is met Google Earth goed te zien.
Het eiland ontstond rond de top van een vulkaan die 39,3 tot 39,7 miljoen jaar geleden van de zeebodem 3400 meter omhoog rees, weer daalde en vervolgens door tektonisch bewegingen iets omhoog kwam. Verweerd koraal vormde kalksteen.

## Geschiedenis
Volgens archeologisch onderzoek uitgevoerd in de jaren 1930 was er sprake van prehistorische bewoning. Er zijn resten van ceremoniële monumenten gevonden en aanwijzing voor de teelt van taroknollen. De eerste Europeaan die melding maakte van het eiland is de Franse zeevaarder Louis Antoine de Bougainville in maart 1767. Hij meldde dat het eiland bewoond was en eerst een man het schip door de branding tegemoet leek te komen, toen plotseling terug rende, in het bos verdween en vervolgens een groep van 15 tot 20 met speren bewapende, gespierde volwassen mannen op het strand verscheen. Door de verrekijker waren hutten te zien. Een confrontatie werd vermeden, het schip lichtte het anker en vervolgde zijn tocht. De Bougainville noemde het eiland Île des lanciers (eiland van de speerdragers).
In de negentiende eeuw werd het eiland territoriaal bezit van Frankrijk. Er woonden toen ongeveer 40 mensen. De aanplant van kokospalmen en de winning van kopra werd toen een belangrijke economische activiteit die voortduurde tot 1983. Het eiland raakte ontvolkt. Resten van bewoning zijn vanuit de ruimte nog zichtbaar. 

## Ecologie
De kokospalmplantages raken geleidelijk overwoekerd door een meer natuurlijke vegetatie met Pisonia gandis, Pemphis acidula, Heliotropium foertherianum en schroefpalmen. Op het eiland komen 34 vogelsoorten voor waaronder zes soorten van de Rode Lijst van de IUCN waaronder de phoenixstormvogel (Pterodroma alba) en de endemische tuamotujufferduif (Ptilinopus coralensis), zuidzeewulp (Numenius tahitiensis) en tuamotukarekiet (Acrocephalus atyphus).